# Komisariat Straży Celnej „Jaśliska”

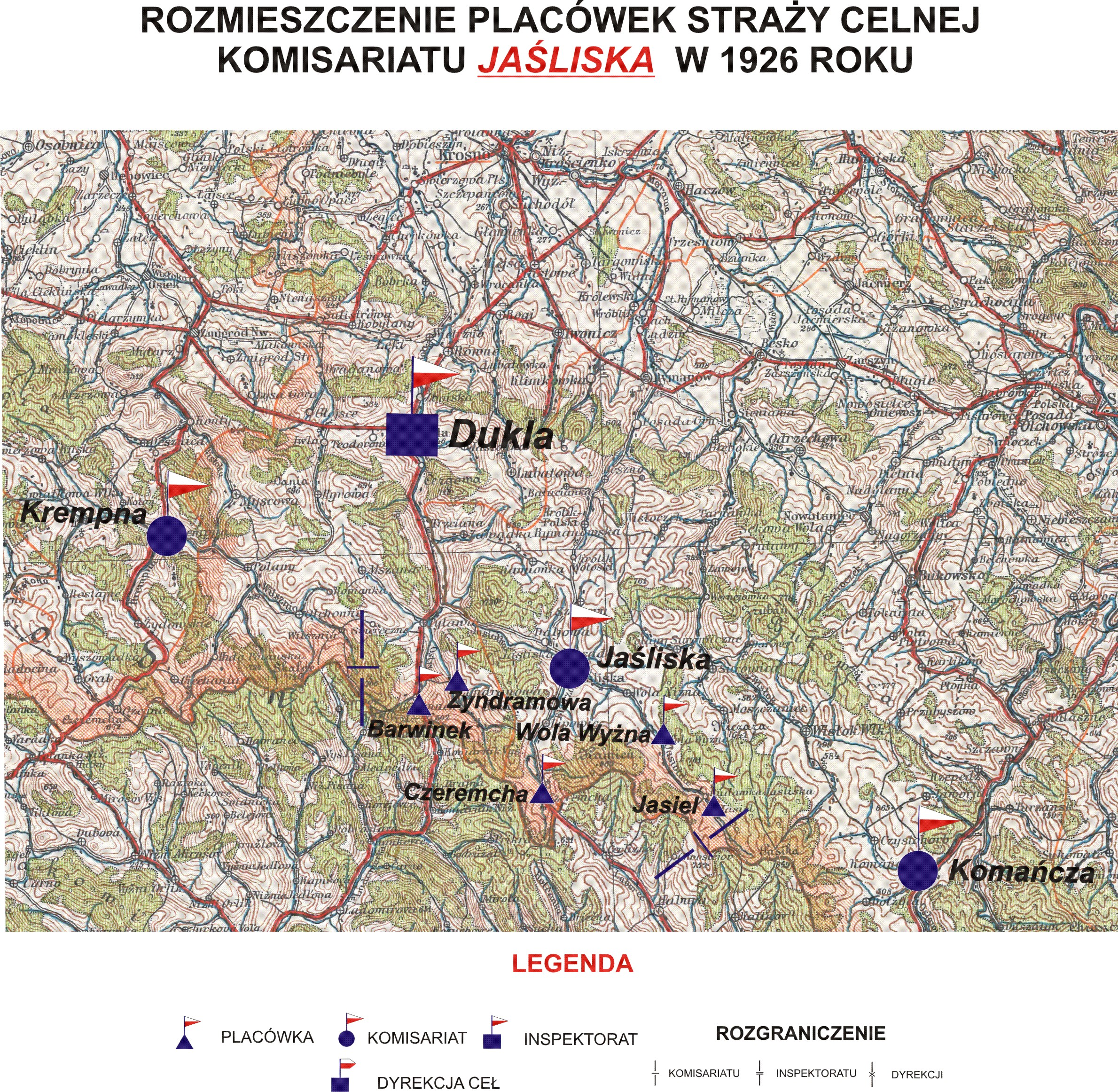
Rozmieszczenie placówek SC Komisariatu Jaśliska w 1926 r.

Komisariat Straży Celnej „Jaśliska” – jednostka organizacyjna Straży Celnej pełniąca służbę ochronną na granicy polsko-czechosłowackiej w latach 1921–1928.

## Formowanie i zmiany organizacyjne
Na wniosek Ministerstwa Skarbu, uchwałą z 10 marca 1920 roku, powołano do życia Straż Celną. Od połowy 1921 roku jednostki Straży Celnej rozpoczęły przejmowanie odcinków granicy od pododdziałów Batalionów Celnych. Proces tworzenia Straży Celnej trwał do końca 1922 roku. W 1922 roku w Dukli stacjonował sztab 2 kompanii 6 batalionu celnego. Kompania wystawiała między innymi placówkę w Jaśliskach. Komisariat Straży Celnej „Jaśliska”, wraz ze swoimi placówkami granicznymi, wszedł w podporządkowanie Inspektoratu Straży Celnej „Dukla”.
W drugiej połowie 1927 roku przystąpiono do gruntownej reorganizacji Straży Celnej. W praktyce skutkowało to rozwiązaniem tej formacji granicznej. Rozporządzeniem Prezydenta Rzeczypospolitej Polskiej Ignacego Mościckiego z 22 marca 1928 roku w jej miejsce powoływano z dniem 2 kwietnia 1928 roku Straż Graniczną.
Rozkazem nr 5 z 16 maja 1928 roku w sprawie organizacji Małopolskiego Inspektoratu Okręgowego dowódca Straży Granicznej gen. bryg. Stefan Pasławski powołał komisariat Straży Granicznej „Jaśliska”, który przejął ochronę granicy od rozwiązywanego komisariatu Straży Celnej.

## Służba graniczna
Sąsiednie komisariaty
- komisariat Straży Celnej „Krempna”  ⇔ komisariat Straży Celnej „Komańcza” − 1926

## Funkcjonariusze komisariatu
Obsada personalna w 1926:
- kierownik komisariatu – komisarz Władysław Kondlarski
- pomocnik kierownika komisariatu – starszy przodownik Franciszek Kaczmarek (181)

## Struktura organizacyjna
Organizacja komisariatu w 1926 roku:
- komenda – Jaśliska
- placówka Straży Celnej „Jasiel”
- placówka Straży Celnej „Wola Wyżna”
- placówka Straży Celnej „Czeremcha”
- placówka Straży Celnej „Zyndranowa”
- placówka Straży Celnej „Barwinek”

Rozkazem Dyrekcji Ceł we Lwowie nr 259, z dniem 30 września 1926 została zamknięta placówka Straży Celnej „Wola Niżna”.